# لورا غاروني
لورا غاروني (بالإيطالية: Laura Garrone)‏ مواليد 15 نوفمبر 1967 في ميلانو، هي لاعبة كرة مضرب إيطالية سابقة وكانت تلعب باليد اليمنى. كما أنها إحدى بطلات الجراند سلام. أعلى تصنيف لها في الفردي كان المركز الـ 32 في سنة 1987. أعلى تصنيف لها في الزوجي كان المركز الـ 50 في سنة 1991.

## روابط خارجية
- لورا غاروني على موقع رابطة محترفات التنس (الإنجليزية)
- لورا غاروني على موقع الاتحاد الدولي لكرة المضرب (الإنجليزية)
- لورا غاروني على موقع كأس بيلي جين كينغ (الإنجليزية)
- لورا غاروني على موقع خلاصة التنس.كوم (الإنجليزية)
- لورا غاروني على موقع أوليمبيديا (الإنجليزية)